# محمد حسن الجندي
محمد حسن الجندي (1938- 2017) هو ممثل أفلام وممثل تلفزي ومسرحي ومؤلف إذاعي ومخرج مغربي، يُعَد واحدًا من أشهر الممثلين المغاربة وأكثرهم شعبية في الوطن العربي، تميز في الأدوار التاريخية، بالإضافة لكونه أحد أهم أعمدة المسرح المغربي. ورائدًا من رواد الحركة الفنية والثقافية في المغرب. بدأ الجندي حياته الفنية في بداية الخمسينات وقدم العديد من الأعمال السينمائية والتلفزيونية والمسرحية.
استطاع بناء جسر فني بين المغرب والمشرق العربي، من خلال قيامه بعدد من الأدوار العربية والعالمية لعل أشهرها على الإطلاق أدائه دور أبو جهل أحد كبار سادة قريش وأشد المعادين للنبي محمد نبي الإسلام في النسخة العربية للفيلم العالمي الرسالة كما ادى دور عتبة بن ربيعة أحد زعماء قريش عند ظهور الإسلام في مسلسل عمر وأدائه لدور رستم فرخزاد قائد الجيش الفارسي في عهد آخر ملوك الإمبراطورية الساسانية في الفيلم العربي التاريخي القادسية.
تمكّن عبر الإذاعة من نقل نبض التراث المغربي إلى المجال الفني الحديث محققا نسبة استماع ومشاهدة غير مسبوقة. وترأس مندوبية الثقافة الجهوية بمراكش من سنة 1992 إلى غاية 1999، كما عمل أيضًا كمحاضر في مادة الإلقاء بالمعهد العالي للفن المسرحي والتنشيط الثقافي.

## نشأته
وُلد محمد حسن الجندي سنة 1938 في مدينة مراكش، وسط أسرة أمازيغية. كان والده من شيوخ الزاوية التيجانية، مما أثرى نشأته بالقيم الدينية والثقافية. بدأ تعليمه في الكتّاب القرآني، ثم التحق بمدرسة ابن يوسف التاريخية، حيث اهتم بالشريعة وعلوم الدين. في عام 1946، انضم إلى المدرسة الحسنية التي كان يديرها أحد الزعماء الوطنيين، وهناك تعرف على المسرح لأول مرة، مما أشعل شغفه بالفن والأدب. في عام 1957، انتقل إلى الرباط برفقة زوجته الفنانة المغربية فاطمة بنمزيان، حيث رزقا بأول أبنائهما عام 1960.

## مسيرته الفنية
بدأ الجندي مسيرته الفنية من مسرح الهواة في مراكش، حيث انضم إلى فرقة «الوحدة» ثم فرقة «الأمل» عام 1957، والتي جمعت نخبة من الممثلين المراكشيين. في عام 1958، التحق بالإذاعة الوطنية في الرباط، مما فتح له آفاقًا أوسع في المجال الفني. تميز بأدواره في السينما والتلفزيون، حيث لعب دور «أبو جهل» في النسخة العربية من فيلم  الرسالة للمخرج مصطفى العقاد، ودور رستم في فيلم القادسية للمخرج صلاح أبو سيف. كما شارك في مسلسلات تاريخية مثل صقر قريش بدور الأمير يوسف الفهري، وعمر بدور عتبة بن ربيعة. أسس شركة «الجندي للإنتاج الفني» التي أنتجت أعمالًا مسرحية وتلفزيونية مميزة، منها مسرحية شاعر الحمراء وفيلم ثعلب أصيلة عام 2010. عمل أيضًا معدًا ومقدمًا لبرنامج كشكول المغرب في إذاعة البي بي سي بلندن خلال السبعينيات.
في مارس 2014 سبَّب حريق نشِبَ عن تماسّ كهربائي في تلف شقته وجزء كبير من جوائزه الفنية وشهاداته العربية والدَّولية.

## أعماله

### الأفلام
- 1976: الرسالة
- 1981: القادسية
- 1982: مطاوع وبهية
- 1983: بامو
- 1984: أفغانستان لماذا؟
- 1990: طبول النار
- 1995: خيط أبيض خيط أسود
- 1996: ظل فرعون

### المسلسلات

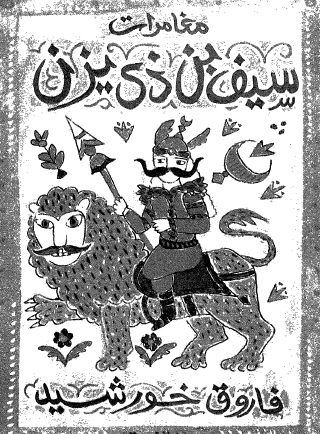
سيرة سيف بن ذي يزن

- صقر قريش للدكتور وليد سيف وإخراج حاتم علي والذي لعب فيه دور الأمير يوسف الفهري أمير قرطبة.

- آخر الفرسان مع المخرج نجدة إسماعيل أنزور.[6]
- الخنساء في دور صخر.
- فارس بني مروان في دور زفر بن الحارث الكلابي .
- عمر في دور عتبة بن ربيعة.[8]
- الطارق للمخرج أحمد صقر في دور كسيلة
- الأزلية، أولى المسلسلات الإذاعية «الفنتازية» لعدة عقود وهي سيرة البطل الشعبي اليمني سيف ذي يزن [9]

## جوائزه وتكريمه
- وسام الثقافة من جمهورية الصين الشعبية.[10]
- وسام «عملة باريس» من معهد العالم العربي بباريس عام 1999.[11]
- أول ممثل مغربي يكرَّم في مهرجان مراكش الدَّولي للفيلم بنجمة مراكش، إلى جانب الأمريكي فورد كوبولا والهندي عامر خان.
- جائزة نجمة مراكش الذهبية في النسخة الثانية في المهرجان الدولي للفيلم بمراكش.
- تكريمه في الدورة التاسعة بالمهرجان الدولي للفيلم عبر الصحراء بمدينة زاكورة.
- تكريمه في الدورة الثالثة لمهرجان مغرب المديح بالرباط في فبراير 2013.[12]

## وفاته
توفي محمد حسن الجندي صباح السبت 25 فبراير 2017 بمدينة مراكش، عقب نزلة برد حادَّة ألمَّت به، تطوَّرت إلى التهاب رئوي أودى بحياته. صُلي عليه في مسجد الشهداء، وشُيعت جنازته بحضور أفراد أسرته، إضافة إلى حضور عدد كبير من الفنانين والممثلين والكتَّاب والسياسيين والإعلاميين. وقد بعث العاهل المغربي مُحمد السادس برقية تعزية إلى أسرة الفنان الراحل، قال فيها: «أحرُّ التعازي وصادق المواساة في فِقدان أحد عمالقة الحركة الفنية المغربية، الذي رحل إلى دار البقاء بعد مشوار حافل بالأعمال الإبداعية المسرحية والتلفزيونية والسينمائية، التي أثرَت الرصيد الفني المغربي والعربي، وأكسبَت الراحل تقديرَ ومحبَّة جمهور عريض داخل الوطن وخارجه».

## وصلات خارجية
- محمد حسن الجندي على موقع IMDb (الإنجليزية)
- محمد حسن الجندي على موقع قاعدة بيانات الأفلام العربية
- محمد حسن الجندي على موقع كينوبويسك (الروسية)